# Ľubica (okres Kežmarok)
Ľubica je obec na Slovensku v okrese Kežmarok. V obci žije přibližně 4 500 obyvatel. Součástí obce je také katastrální území Ľubické Kúpele. První písemná zmínka o obci pochází z roku 1271.
V obci je římskokatolický kostel Nanebevzetí Panny Marie z roku 1250 a kostel Ducha Svatého ze 14. století.
V obci je i řeckokatolická cerkev Zosnutie presvätej Bohorodičky z roku 1930. Pod farnost Ľubica spadají i řeckokatolíci v Kežmarku. V letech 1983–1989 byl farářem v Ľubici Ján Babjak, pozdější metropolita a archieparcha řeckokatolické církve na Slovensku.
Narodil se zde Daniel Fröhlich, slovenský matematik, astronom a geograf.